# کوین لنکفورد
کوین لنکفورد (انگلیسی: Kevin Lankford؛ زادهٔ ۱۶ نوامبر ۱۹۹۸) بازیکن فوتبال اهل ایالات متحده آمریکا است.
از باشگاه‌هایی که در آن بازی کرده‌است می‌توان به باشگاه فوتبال اولم ۱۸۴۶ اشاره کرد.
وی همچنین در تیم ملی فوتبال United States U19 بازی کرده‌است.